# حادث قطار ورزيغة (المغرب 1945)
في ظهر يوم 24 يونيو 1945 خرج قطار ركاب في بلدة ورزيغة بالمغرب التابع للحكم الفرنسي وقتها عن مساره واشتعلت النيران في عربات القطار مما أدى لوفاة 228 شخص (تقريبا جميع الركاب).
في ذلك اليوم، ظهرا، توقف قطار مختلط بين المسافرين والجنود بمنطقة ورزيغة بضواحي مكناس. توقف السائق من أجل ازالة عائق وضعه صبي، ولما نزل السائق فقد القطار سيطرته على الفرامل وبدأ بالرجوع إلى الوراء، فخرج عن مساره وكانت المأساة كبيرة، حيث أسفر الحادث عن مقتل 228 شخصا وإشتعال للنار استمرت ثلاثة أيام.